# Búsqueda por voz
Búsqueda por voz, (Voice search en inglés) le permite al usuario usar comandos de voz para buscar en internet o en un dispositivo portátil por medio de un micrófono. En la actualidad, la búsqueda por voz es comúnmente usada en los buscadores como método alternativo a la búsqueda escrita. Los buscadores a medida que avanza la tecnología tratan de dar soluciones y respuestas a usuarios que van cambiando sus hábitos de búsqueda.  Está tecnología ya es capaz de contestar a muchas preguntas realizadas a través de la búsqueda conversacional. Esta se puede utilizar en dispositivos móviles como teléfonos inteligentes o tabletas  o, directamente, desde navegadores.
Las búsquedas por voz son a menudo interactivas, permitiendo al sistema preguntar por aclaraciones, convirtiendo al sistema de búsqueda por voz en tipo de diálogo. Gracias a  está evolución han aparecido diferentes asistentes de búsqueda como: Google Now, Cortana , Siri,  Amazon Echo, llamados popularmente gracias a su experiencia "asistentes personales". Utilizan un procesamiento de lenguaje natural para poder interactuar con el usuario final del dispositivo móvil basados en Inteligencia Artificial, por lo tanto, la experiencia interactiva es de lo más placentera y amigable, haciéndola mucha más parecida a una experiencia humana.